# Ипуть (Гомельский район)
Ипуть (бел. І́пуць) — посёлок и железнодорожная станция (на ветке Костюковка — Берёзки от линии Жлобин — Гомель) в Улуковском сельсовете Гомельского района Гомельской области Республики Беларусь.

## География

### Расположение
В 2 км на восток от Гомеля.

### Транспортная сеть

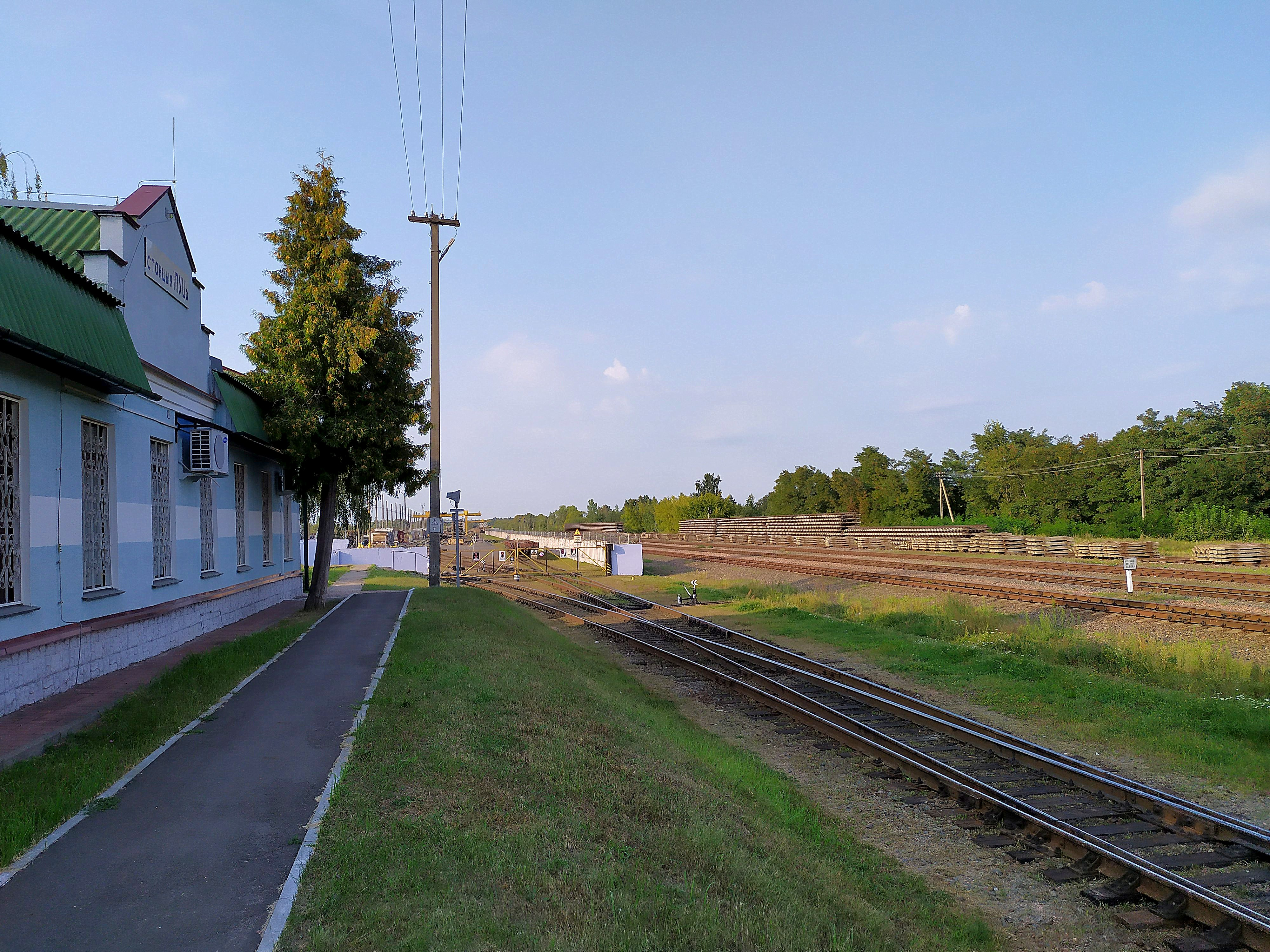
Железнодорожная станция Ипуть

Транспортные связи по автодорогам, которые отходят от Гомеля. Застройка квартальная, деревянная и кирпичная.

## История
Основан в 1940-х годах. Активное его развитие обусловлено соседством с областным центром и приходится на последние десятилетия. Современное название посёлок возле железнодорожной станции получил по Указу Президиума Верховного Совета БССР от 5 августа 1968 года. В составе племзавода «Берёзки» (центр — деревня Берёзки).

## Население

### Численность
- 2004 год — 165 хозяйств, 468 жителей

### Динамика
- 2004 год — 165 хозяйств, 468 жителей